# Зарічка-Она
Зарі́чка-О́на (рос. Заречка-Она, марій. Куэрйымал) — присілок у складі Сернурського району Марій Ел, Росія. Входить до складу Марісолинського сільського поселення.

## Населення
Населення — 79 осіб (2010; 82 у 2002).
Національний склад (станом на 2002 рік):
- марі — 96 %